# Parlavà
Parlavà (spanisch Parlabá) ist eine Gemeinde in der autonomen Region Katalonien in Spanien in der Provinz Girona mit 427 Einwohnern (Stand: 2024). Zur Gemeinde gehört neben dem Hauptort Parlavà die Ortschaft  Fonolleres.

## Lage
Parlavà liegt etwa 24 Kilometer ostnordöstlich von Girona und etwa 120 Kilometer nordöstlich von Barcelona nahe der Costa Brava in einer Höhe von ca. 40 m.

## Bevölkerungsentwicklung
| Jahr      | 1970 | 1981 | 1991 | 2001 | 2011 | 2021 |
| Einwohner | 398  | 361  | 335  | 356  | 387  | 415  |

## Sehenswürdigkeiten
- Felixkirche in Parlavà
- Christopheruskirche in Fonolleres

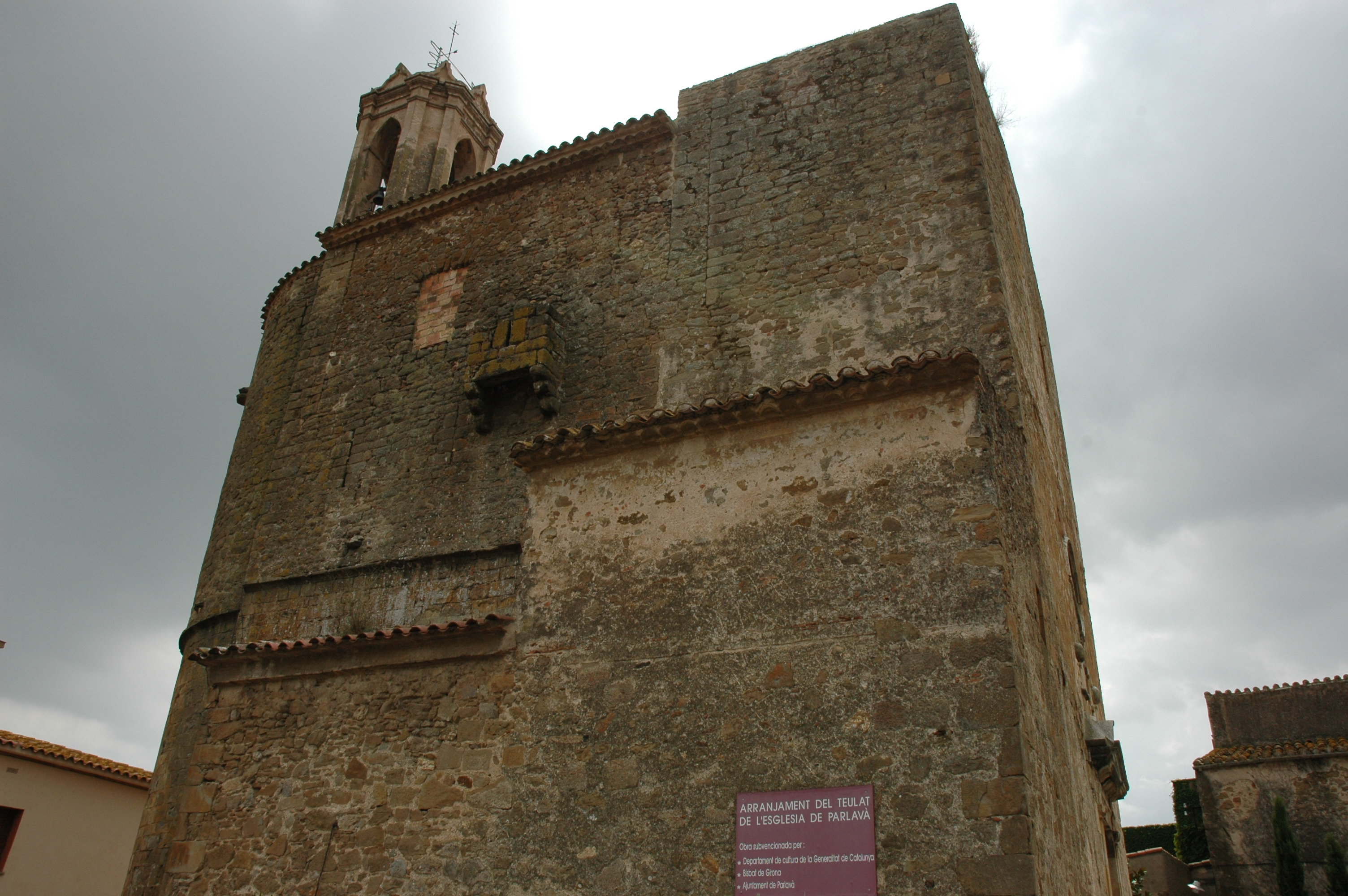
Felixkirche
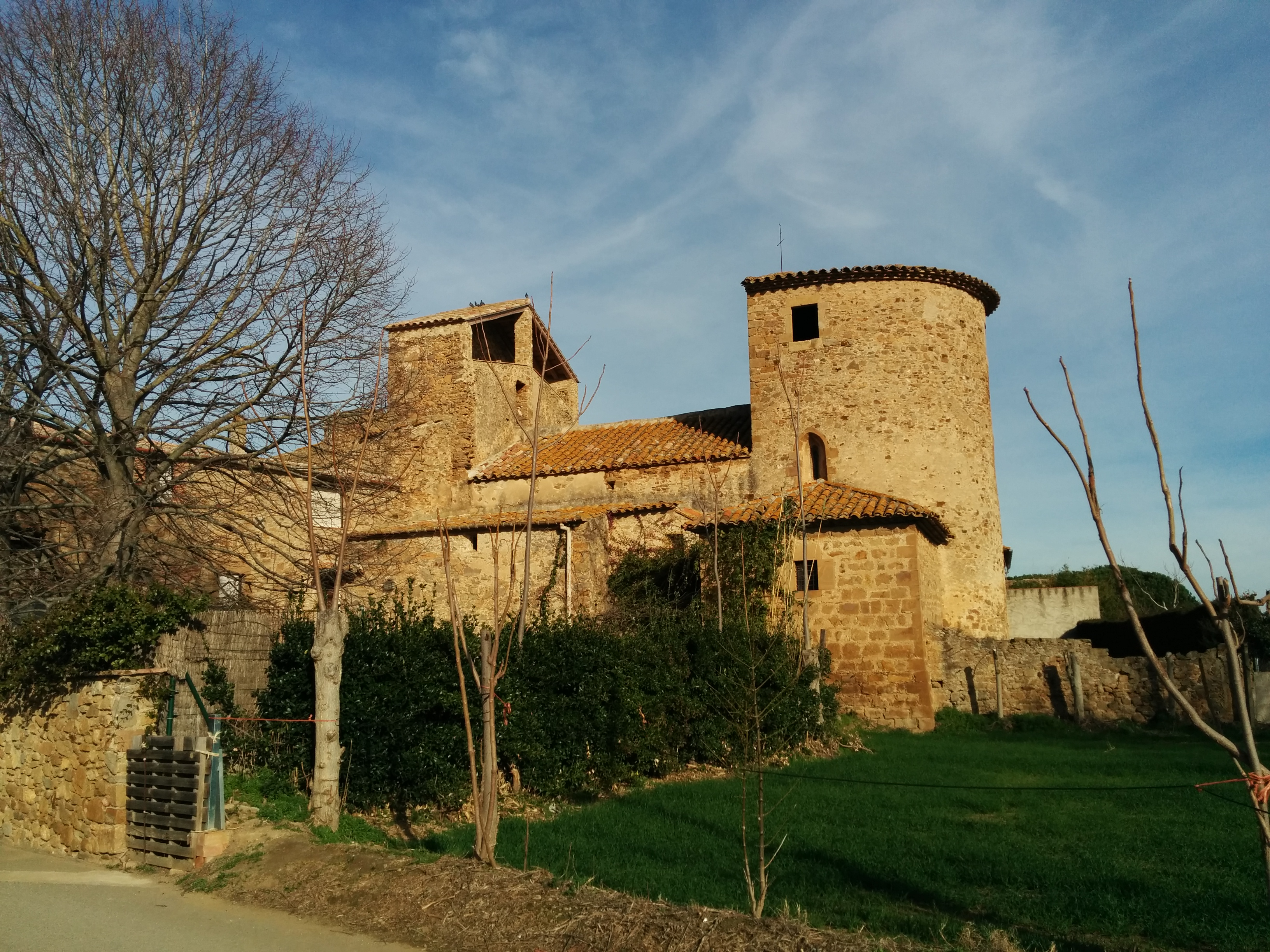
Christopheruskirche
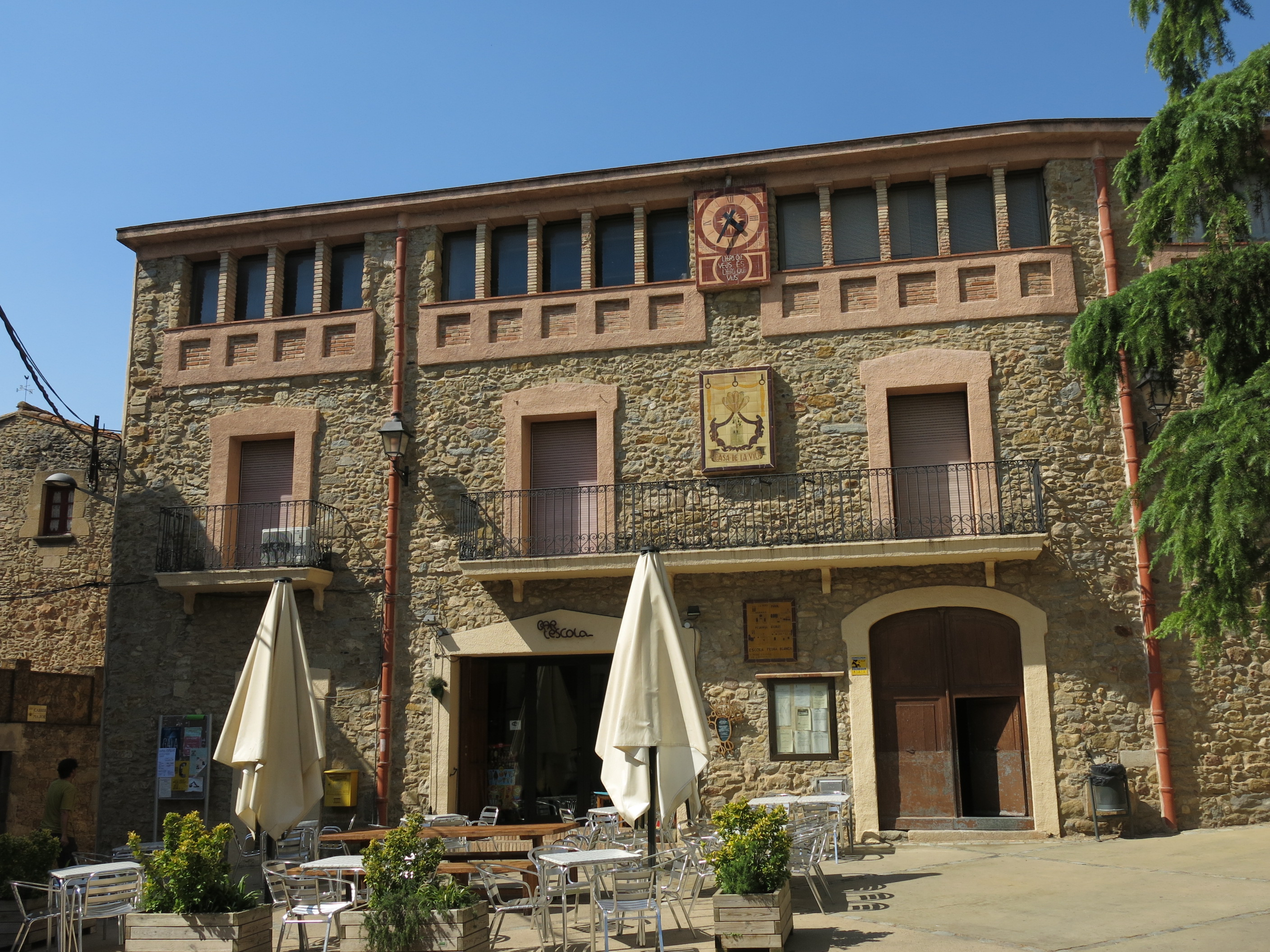
Rathaus